# Erik Grönwall

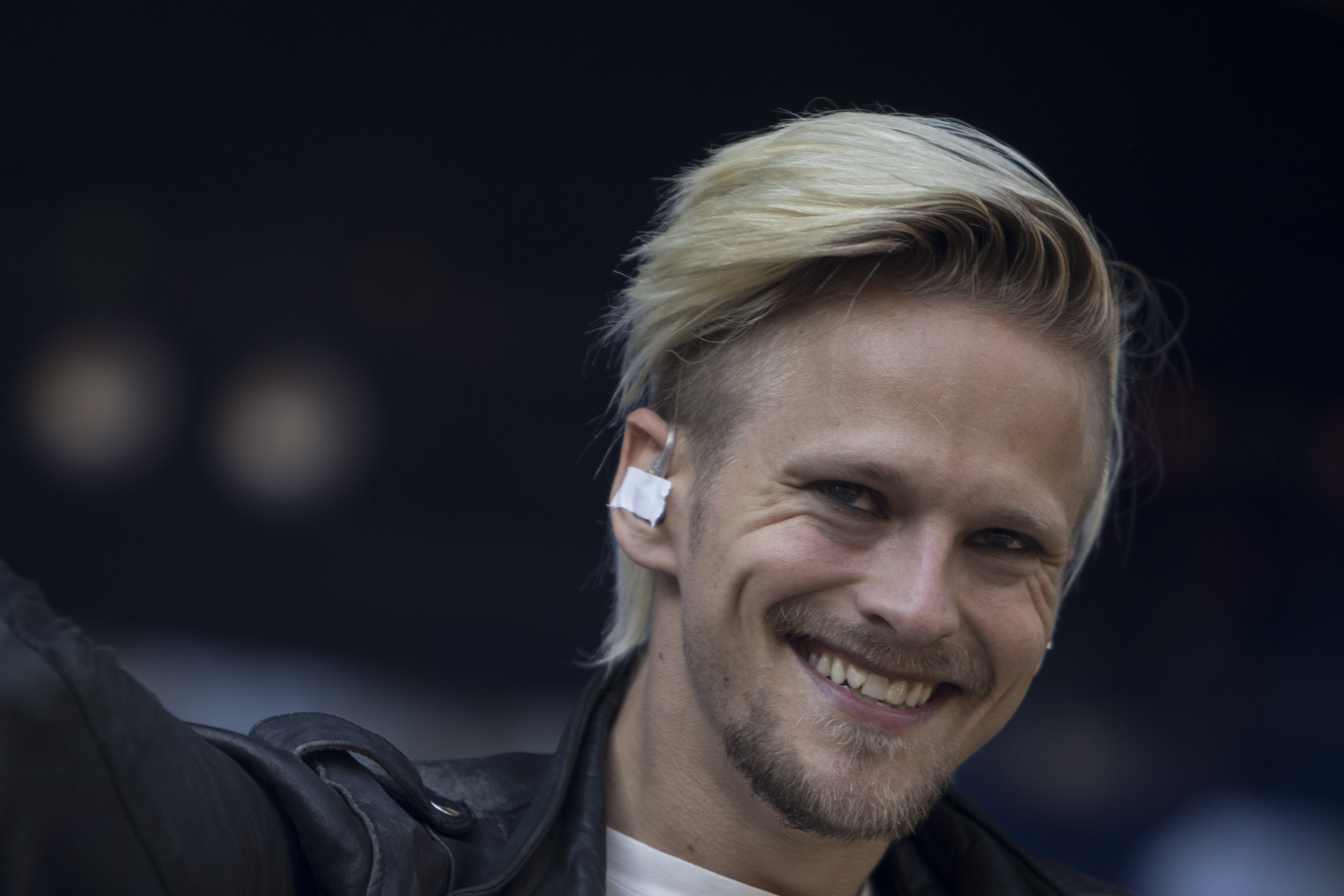
Erik Grönwall (2019)

Erik Grönwall (* 3. Dezember 1987) ist ein schwedischer Rock- und Metalsänger. Grönwall sang für die Band Skid Row, zuvor war er für H.E.A.T tätig. Seit Frühjahr 2025 ist er mit dem deutschen Rockgitarrist Michael Schenker live auf seiner My Years with UFO-Tour unterwegs. 2009 gewann er den Musikwettbewerb Swedish Idol.

## Werdegang
Nach dem Gewinn von Swedish Idol brachte er sein erstes Album Erik Grönwall heraus. Es debütierte auf Platz eins der schwedischen Musikcharts. 2012 trat er der Band H.E.A.T. bei. Mit ihr nahm er vier Alben auf. Im März 2022 wurde bekannt, dass Grönwall neuer Sänger von Skid Row wird. Er ersetzte ZP Theart. Mit der Band nahm er die CD The Gang’s All Here auf und ging mit auf Tour. Die Gruppe wurde unter anderem durch Grönwalls Version von Skid Rows 18 and Life auf ihn aufmerksam, die er auf seiner Webseite veröffentlicht hatte.
Bereits vor seinem Einstieg in Skid Row wurde 2021 Leukämie bei Grönwall diagnostiziert. Um sich nun besser auf die Genesung zu konzentrieren, verließ er die Band im Frühjahr 2024 vorläufig.

## Diskografie

### Soloveröffentlichungen

#### Studioalben
| Jahr | Titel                                     | Höchstplatzierung, Gesamtwochen, AuszeichnungChartsChartplatzierungen (Jahr, Titel, Platzierungen, Wochen, Auszeichnungen, Anmerkungen) | Anmerkungen |
| Jahr | Titel                                     | SE | Anmerkungen |
| ---- | ----------------------------------------- | --- | ----------- |
| 2009 | Erik Grönwall                             | SE1 Platin · (18 Wo.)SE |             |
| 2010 | Somewhere Between a Rock and a Hard Place | SE2 (8 Wo.)SE |             |
| 2023 | Eriksplanations vol. 1                    | — |             |

#### Singles
| Jahr | Titel Album                                              | Höchstplatzierung, Gesamtwochen, AuszeichnungChartsChartplatzierungen (Jahr, Titel, Album, Platzierungen, Wochen, Auszeichnungen, Anmerkungen) | Anmerkungen |
| Jahr | Titel Album                                              | SE | Anmerkungen |
| ---- | -------------------------------------------------------- | --- | ----------- |
| 2009 | The Show Must Go On (Live) Erik Grönwall                 | SE9 (5 Wo.)SE |             |
| 2009 | Always (Live) –                                          | SE16 (1 Wo.)SE |             |
| 2009 | Shout It Out Loud (Live) Erik Grönwall                   | SE59 (1 Wo.)SE |             |
| 2009 | Hey Jude (Live) Erik Grönwall                            | SE51 (1 Wo.)SE |             |
| 2009 | Run To The Hills (Live) Erik Grönwall                    | SE2 (4 Wo.)SE |             |
| 2009 | Heaven (Live) Erik Grönwall                              | SE38 (1 Wo.)SE |             |
| 2009 | Higher Erik Grönwall                                     | SE1 Platin · (19 Wo.)SE |             |
| 2009 | 18 and Life Erik Grönwall                                | SE17 (2 Wo.)SE |             |
| 2010 | Is It True Erik Grönwall                                 | SE35 (1 Wo.)SE |             |
| 2010 | Crash and Burn Somewhere Between a Rock and a Hard Place | SE10 (4 Wo.)SE |             |

### H.E.A.T
- 2012: Address the Nation
- 2014: Tearing Down the Walls
- 2017: Into the Great Unknown
- 2020: H.E.A.T. II

### New Horizon
- 2022: Gate of the Gods

### Skid Row
- 2022: The Gang’s All Here

### Michael Schenker
- 2024: My Years with UFO (Grönwall singt als Gast auf diesem Album lediglich das Lied „Mother Mary“)